# الجمعية الرياضية النسائية بسوسة
الجمعية الرياضية النسائية بسوسة، هو فريق تونسي لكرة قدم النسائية تأسس عام 1978 في مدينة سوسة، ولاية سوسة، يلعب هذا الفريق في الرابطة التونسية المحترفة لكرة القدم للسيدات في موسم 2022–23.

## سجل ألقاب النادي
- البطولة التونسية للسيدات  (1) : 2020–21.

♦ الدور النهائي  (1) : 2022–23.
- كأس تونس  (1) : 2022–23.
- كأس الاتحاد الوطني للمرأة  (1) : 2017.

## وصلات خارجية
- صفحة الجمعية الرياضية النسائية بسوسة على موقع كوووة.
- الموقع الرسمي للجامعة التونسية لكرة القدم.